# Jack White (regista)
Jack White, nato Jacob Weiss (Budapest, 2 marzo 1897 – Hollywood, 10 aprile 1984), è stato un produttore cinematografico, regista e sceneggiatore statunitense.

## Biografia
Nato a Budapest quando la capitale ungherese faceva parte dell'Impero austro-ungarico, cambiò il nome originale in Jack White. La sua famiglia viveva a Hollywood e tutti i suoi tre fratelli, Jules, Sam e Ben lavoravano come comparse nei film western, prima di iniziare una carriera che li avrebbe portati tutti a lavorare nel cinema. I fratelli White sarebbero poi diventati registi o produttori. Il quarto fratello, Ben White, lavorò come cameraman.

## Vita privata
Jack White si sposò con l'attrice Pauline Starke, ma il matrimonio non funzionò e la coppia divorziò a metà degli anni trenta. Gli avvocati di White gli consigliarono di assumere uno pseudonimo per evitare ulteriori fastidi, così per un certo periodo, il regista firmò i suoi film con il nome Preston Black.
Jack White morì a Hollywood il 10 aprile 1984.

## Filmografia

### Produttore (parziale)
- A Fresh Start, regia di Jack White (1920)
- Poppin' the Cork, regia di Jack White (1933)
- North of Zero, regia di Jack White (1934)

### Regista (parziale)
- Hungry Lions in a Hospital (1918)
- Roaring Lions and Wedding Bells, co-regia William Campbell (1917)
- Damaged, No Goods (1917)
- A Waiter's Wasted Life, co-regia di William Watson (1918)
- Mongrels (1918)
- The Son of a Hun (1918)
- His Musical Sneeze (1919)
- A Fresh Start (1920)
- The Vagrant (1921)
- Poppin' the Cork (1933)
- North of Zero (1934)

### Sceneggiatore (parziale)
- Roaring Lions and Wedding Bells, regia di William Campbell e Jack White (1917)

### Attore (parziale)
- Fatty Joins the Force, regia di George Nichols (1913)